# Gianni Faiola
Gianni Faiola (10 marzo 1965) è un allenatore di calcio a 5 ed ex giocatore di calcio a 5 italiano.

## Carriera
Utilizzato nel ruolo di giocatore di movimento, Faiola ha disputato 34 gare con la nazionale italiana, segnando dieci reti. Come massimo riconoscimento in carriera vanta la partecipazione al FIFA Futsal World Championship 1989, in cui la nazionale azzurra è stata eliminata nel girone del secondo turno.

## Palmarès
- Campionato italiano: 2
Marino: 1987-88
Torrino: 1993-94
- Coppa Italia: 2
Torrino: 1993-94, 1994-95